# Espès-Undurein
Espès-Undurein en francés, Ezpeize-Ündüreiñe en euskera, es una localidad y comuna francesa situada en el departamento de Pirineos Atlánticos, en la región de Aquitania y en el territorio histórico vascofrancés de Sola.

## Demografía
| Gráfica de evolución demográfica de Espès-Undurein entre 1800 y 2012 |
|                                                                      |

El resultado del año 1800 es la suma final de todos los datos parciales obtenidos antes de la creación de la comuna (10 de enero de 1842).
Fuentes: Ldh/EHESS/Cassini e INSEE.

## Economía
La principal actividad es la agrícola (ganadería y pastos).

## Celebridades
- Desde aquí Pedro Ulhurralt emigró hacia Argentina, fundador de la empresa La Vascongada.